# Šum
Šum (mazedonisch Шум; albanisch definit Shumi, indefinit Shum) ist ein Haufendorf im südlichen Teil der Gemeinde Struga in der Region Südwesten in Nordmazedonien, rund fünf Kilometer nordwestlich von der Gemeindehauptstadt Struga entfernt.

## Geographie

Karte mit Lage des Dorfes innerhalb der Gemeinde Struga (mazedonisch-kyrillisch)

Das Dorf liegt direkt unterhalb dem Osthang des Jablanica-Gebirges auf 705 m In der Umgebung von Šum befinden sich viele Grundwasserquellen. So entspringt hier aus dem Gebirge der gleichnamige Fluss, der nach wenigen Kilometern südöstlich von Vraništa in den Schwarzen Drin mündet. Vorher jedoch bildet das Quellwasser einen kleinen See (ca. 130 Meter Durchmesser), wo unter anderem eine der größten Fischzuchtbetriebe (vor allem Ohridforelle) der Region und ein Restaurant stehen.
Nachbarorte sind im Norden Zagračani, im Osten Struga, im Süden Radolišta und im Westen Višni. Das Siedlungsgebiet von Šum ist heute fast lückenlos mit der Bebauung von Zagračani zusammengewachsen.

## Bevölkerung
Das Dorf hatte laut der letzten Volkszählung von 2021 genau 411 Einwohner. Von diesen waren 342 Albaner, welche sich ausnahmslos zum Islam bekannten.

## Wirtschaft
Die Einwohner sind mehrheitlich in der Landwirtschaft und in der Viehzucht tätig: in den Ebenen südlich und östlich des Dorfes werden vornehmlich Mais, Weizen und einige Gemüsearten angebaut. Ein kleinerer Teil ist auch in der benachbarten Stadt Struga beschäftigt. Die Arbeitslosigkeit ist jedoch ein großes Problem; vor allem die junge Bevölkerung ist davon betroffen. Nach dem Zerfall Jugoslawiens verloren viele ihre Arbeit in Werkstätten und Fabriken, aber auch die staatlichen Subventionen für die Landwirtschaft blieben aus; weswegen zu Beginn nur männliche Arbeitskräfte (sogenannte Saisonnier) und dann auch ganze Familien auswanderten. Die Emigration ist jedoch kein Phänomen in der Region; mehr oder weniger das ganze Land ist davon betroffen.
Die Diaspora-Albaner bringen jedoch jedes Jahr, wenn sie in der Heimat auf Urlaub sind, viel Geld mit, welches sie hier ausgeben, um die Wirtschaft zu stärken. Davon leben auch viele Betriebe, wie viele verschiedene Baufirmen und Restaurants.

## Verkehr und Bildung
Das Dorf hat gute Verbindungen zum Gemeindehauptort Struga sowie zur Nationalstraße nach Debar und zur derselbigen nach Albanien (die Grenze ist nur ca. zwölf Kilometer entfernt).
Im Dorfkern steht zudem die gemeinsame Primarschule von Šum und Zagračani. Sie wurde 2006 mithilfe einer Spendenaktion vieler Diaspora-Albaner renoviert. In der Nähe steht auch die Dorfmoschee mit einem Minarett.